# 马库斯·阿尔贝克
马库斯·克里斯蒂安·阿尔贝克（瑞典語：Marcus Christian Allbäck，1973年7月5日—），是一名前瑞典足球运动员，司职前锋。
柯碧克曾在多個歐洲聯賽球會效力，包括意甲的、荷蘭的海倫芬、英超的阿士東維拉、德國的羅斯托克。他亦曾入選瑞典國家隊出戰2002年世界杯、2004年歐洲國家杯和2006年世界杯。
在2006年世界杯，柯碧克在對英格蘭的賽事以2比2打成平手，其中柯碧克的入球成為過去十八屆世界杯中第二千個入球。
2008年欧洲國家杯小组赛出局后，柯碧克宣布从国家队退役，以74次出場和30个进球结束了自己的国家队生涯。

## 榮譽
哥本哈根
- 丹麥足球超級聯賽 冠軍(2): 2005-06, 2006-07

奧基迪
- 瑞典盃 冠軍: 2000

個人
- 哥本哈根最佳球員: 2006-07